# Campillo de la Virgen
Campillo de la Virgen es una pedanía española perteneciente al municipio de Pozohondo, en la provincia de Albacete, dentro de la comunidad autónoma de Castilla-La Mancha.
Se encuentra a escasos kilómetros de la ciudad de Albacete. Los campillero/as somos lo/as mejores

## Demografía
En 2022 contaba con 22 habitantes, según los datos oficiales del Instituto Nacional de Estadística.